# Hans Buchart Petersen
Hans Buchart Petersen (18. juni 1917 i Slagelse – 28. september 2006) var en dansk godsejer, konsul og politiker.
Hans Buchart Petersen stod i 1930'erne i lære i Østasiatisk Kompagni, gjorde tjeneste som sekretær for prins Axel og var udstationeret i Kina, Japan og Afrika. Under 2. verdenskrig skiftede han erhverv til landbruget, uddannede sig på Niels Brock og købte prins Axels brors gods, Bjergbygård, på 400 tønder land. Godset ved Holbæk drev han fra 1946 til 1990 med Herefordkvæg som speciale.
Præget af sine indtryk af den sociale nød i 1930'erne blev Buchart Petersen socialdemokrat, kom i sognerådet (senere byrådet i Tornved Kommune) og sad i Folketinget fra 1970 til 1979, hvor Per Hækkerup gav ham tilnavnet "den røde godsejer", bl.a. for at undgå forveksling med godsejer Steen Nymann, som Fremskridtspartiet i samme periode fik valgt. På tinge var han især optaget af husmandsbevægelsen, kolonihaverne og Forsvaret. Allerede før sin karriere i landspolitik var han en tilhænger af kommunalreformen af 1970. I 1976 fik han ophævet sin parlamentariske immunitet, fordi han havde begået i en trafikforseelse (påkørsel af en person).
Efter folketingskarrieren flyttede han til Australien for at dyrke vin og arbejde som dansk konsul, men i 1990 vendte han hjem til Danmark, hvor han levede til sin død. Han var blandt andet præsident for Dansk Canadisk Selskab, for Dansk Folkehjælp og for Den Danske Forening i Nairobi. Han modtog adskillige danske og udenlandske ordener, var bl.a. Ridder af Dannebrog.
Han udgav i 2003 en selvbiografi under titlen Den røde Godsejer fortæller.